# San Juan Progreso
San Juan Progreso är en ort i Mexiko.   Den ligger i kommunen Bella Vista och delstaten Chiapas, i den sydöstra delen av landet, 900 km sydost om huvudstaden Mexico City. San Juan Progreso ligger 661 meter över havet och antalet invånare är 420.
Terrängen runt San Juan Progreso är kuperad åt nordost, men åt sydväst är den bergig. San Juan Progreso ligger nere i en dal. Runt San Juan Progreso är det ganska tätbefolkat, med 80 invånare per kvadratkilometer. Närmaste större samhälle är Frontera Comalapa, 5,0 km norr om San Juan Progreso. I omgivningarna runt San Juan Progreso växer huvudsakligen savannskog.